# اچ بی
اچ بی (به انگلیسی: HB) یک برند سیگار ایجاد شده در آلمان است؛ که در حال حاضر توسط بریتیش امریکن توباکو تولید می‌شود. این برند در سال ۱۹۵۵ پایه‌گذاری گردید.